# Valle del Retortillo
Valle del Retortillo és un municipi de la província de Palència a la comunitat autònoma de Castella i Lleó (Espanya). Està format per les pedanies d'Abastillas, Abastas, Añoza, Villatoquite i Villalumbroso.

## Demografia
| 1991 |  | 1996 |  | 2001 |  | 2004 |
| ---- |  | ---- |  | ---- |  | ---- |
| 294  |  | 235  |  | 214  |  | 189  |